# Pierre Bourgeois (homme politique)
Pour les articles homonymes, voir Pierre Bourgeois et Bourgeois.
Pierre Bourgeois, né le 12 février 1915 et mort le 2 août 1992 à Montluçon (Allier), est un médecin et homme politique français.

## Biographie
Fils d'un hôtelier, Pierre Bourgeois suit des études de médecine et obtient son diplôme en 1939.
En 1941, il s'installe et exerce à Montluçon. En 1945, il devient président du syndicat départemental des médecins de l'Allier, mandat qu'il exerce jusqu'en 1950. Deux ans plus tard, il entre au conseil de l'ordre départemental, qu'il quitte en 1952.
Il s'engage aussi en politique : en 1947, il est élu conseiller municipal et maire-adjoint de Montluçon, sous l'étiquette du parti socialiste SFIO, et devient premier adjoint en 1950. En 1949, il est élu conseiller général de l'Allier, dans le canton de Montluçon-Ouest, où avait été élu avant guerre Marx Dormoy, et accède à la vice-présidence du conseil général.
De 1951 à 1953, il est secrétaire adjoint de la fédération socialiste de l'Allier. Son ascension politique est cependant interrompue en 1955, lorsqu'il est battu aux cantonales par le candidat communiste Henri Guichon.
En 1958, il soutient la ligne de la SFIO en appelant à voter Oui au référendum sur la nouvelle constitution. Candidat aux législatives de novembre, il est élu député de la 2eme circonscription de l'Allier.
Il prend appui sur son mandat parlementaire pour construire son ambition de succéder à André Southon à la mairie de Montluçon. Mais, en 1959, lors des municipales, qui se déroulent au scrutin de liste majoritaire avec vote préférentiel, il est le seul candidat de la liste socialiste à n'être pas élu, et voit Jean Nègre élu maire.
En 1961, il tente de retrouver son siège de conseiller général, mais échoue à nouveau. Ainsi, lorsque Jean Nègre sollicite l'investiture socialiste pour les législatives de 1962, il l'obtient avec près des trois quarts des voix. Pierre Bourgeois décide de ne pas s'incliner, et de tenter de conserver son siège. Candidat dissident, il n'obtient que 5,4 % des voix, ce qui est un lourd désaveu pour un député sortant. Au second tour, Jean Nègre est élu et lui succède à l'assemblée nationale.
Sans aucun mandat électif, exclu de la SFIO, Pierre Bourgeois est éloigné de la vie politique, et plus encore après qu'il est frappé d'hémiplégie quelques années plus tard.
À sa mort, en 1992, aucun hommage particulier ne lui est rendu, témoignant de l'oubli dont il avait fait l'objet.

## Détail des fonctions et des mandats
Mandat parlementaire
- 30 novembre 1958 - 9 octobre 1962 : Député de la 2e circonscription de l'Allier